# Liste des partis politiques au Niger
 (décembre 2024).
Motif : Séparer les différents régimes
La liste des partis politiques au Niger, dans ses différentes époques républicaines, est divisée en deux sous-listes :
- les partis parlementaires comprennent tous les partis élus à l'Assemblée nationale du Niger, au Parlement de la République indépendante du Niger[1] ou à l'Assemblée territoriale du Niger, le parlement du territoire français d'outre-mer du Niger, ont été élus ou représentaient le territoire d'outre-mer du Niger à l'Assemblée nationale française [2] ;
- les autres partis politiques enregistrés au Niger sont répertoriés sous Autres partis.

Les listes se composent de deux colonnes : le nom du parti dans la langue officielle française ainsi que l'abréviation. Une abréviation du nom français en relation avec le nom complet dans la langue nationale est généralement utilisée comme abréviation au Niger.
Les partis qui n'existent plus sont indiqués en italique. Les dix-sept partis représentés à l'Assemblée nationale sur la période allant des élections législatives de 2020 au coup d'État de 2023 (derniers partis parlementaires en date) sont surlignés en vert et en gras.
L'ensemble des partis sont dissous le 26 mars 2025 par la junte au pouvoir.

## Partis parlementaires
| Nom                                                                     | Abréviation             |
| ----------------------------------------------------------------------- | ----------------------- |
| Alliance des mouvements pour l’émergence du Niger                       | AMEN-AMIN               |
| Alliance pour la démocratie et la république                            | ADR-Mahita              |
| Alliance pour le renouveau démocratique                                 | ARD-Adaltchi Mutunchi   |
| Mouvement pour le développement et le panafricanisme                    | MDP-Alkawali            |
| Front Patriotique pour la Justice et le Développement                   | FPJD - IHSANI           |
| Rassemblement pour la paix et le progrès                                | RPP-Farilla             |
| Rassemblement pour la démocratie et le progrès                          | RDP-Jama’a              |
| Alliance démocratique pour le Niger                                     | ADN-Fusaha              |
| Alternance Démocratique pour l'equité au Niger                          | ADEN-Karkara            |
| Mouvement démocratique pour l'émergence du Niger                        | MDEN-Falala             |
| Renouveau démocratique et républicain                                   | RDR-Tchanji             |
| Convention Démocratique et Sociale                                      | CDS-Rahama              |
| Paix justice progrès                                                    | PJP-Génération Doubara  |
| Congrès pour la République                                              | CPR-Inganci             |
| Mouvement National de la Société de Développement                       | MNSD-Nassara            |
| Union Nationale des Indépendants pour le Renouveau Démocratique         | UNIRD                   |
| Alliance Nigérienne pour la Démocratie et le Progrès-Zaman Lahiya       | ANDP-Zaman Lahiya       |
| Mouvement Nigérien pour le Renouveau Démocratique                       | MNRD-Hankuri            |
| Mouvement démocratique nigérien pour une fédération africaine           | MODEN-FA Lumana Africa  |
| Union Progressiste Nigérienne                                           | UPN                     |
| Parti Progressiste Nigérien                                             | PPN-RDA                 |
| Parti nigérien pour la démocratie et le socialisme                      | PNDS-Tarayya            |
| Parti Nigérien pour l’Autogestion                                       | PNA-Al’ouma             |
| Mouvement Patriotique Nigérien                                          | MPN-Kiishin Kassa       |
| Bloc Nigérien d’Action                                                  | BNA                     |
| Parti Social Démocrate Nigérien                                         | PSDN-Alhéri             |
| Rassemblement Nigérien pour la Démocratie et la Paix-Aneima Banizoumbou | RNDP Aneima Banizoumbou |
| Parti des Masses pour le Travail                                        | PMT-Albarka             |
| Parti pour la Dignité du Peuple                                         | PDP-Daraja              |
| Parti pour l’Union National et la Démocratie                            | PUND-Salama             |
| Mouvement Patriotique pour la République                                | MPR-Jamhuriya           |
| Sawaba                                                                  | –                       |
| Parti Social-Démocrate-Bassira                                          | PSD-Bassira             |
| Rassemblement Social Démocrate                                          | RSD-Gaskiya             |
| Union des Patriotes Démocrates et Progressistes                         | UPDP-Chamoua            |
| Union des Forces Populaires pour la Démocratie et le Progrès            | UDFP-Sawaba             |
| Union pour la Démocratie et la République                               | UDR-Tabbat              |
| Union pour la Démocratie et le Progrès Social                           | UDPS-Amana              |
| Union des Nigériens Indépendants                                        | UNI                     |
| Union des Nigériens Indépendants et Sympathisants                       | UNIS                    |

## Autres partis
| Nom | Sigle              |
| --- | ------------------ |
| Alliance pour la Démocratie et le Progrès-Zumunci                                                          | ADP-Zumunci        |
| Mouvement des Comités Révolutionnaires-Hickima                                                             | MCR-Hickima        |
| Mouvement des Patriotes Nigériens-Matassa                                                                  | MPN-Matassa        |
| Mouvement pour l’Unité et le Redressement de la Nation-Farahan                                             | MURNA-Farahan      |
| Mouvement pour la Démocratie Nigérienne et le Développement-Kokari                                         | MDND-Kokari        |
| Rassemblement des Citoyens pour le République                                                              | RCPR-As-Salam      |
| Rassemblement pour un Sahel Vert-Ni’ima                                                                    | RSV-Ni’ima         |
| Rassemblement des Démocrates Nigériens pour le Changement-Bil’Adam                                         | RDNC-Bil’Adam      |
| Rassemblement des Candidats Indépendants pour un Niger Nouveau-Hadin’Kay                                   | RACINN-Hadin’Kay   |
| Mouvement Démocratique pour le Développement et la Défense des Libertés-Ma’aykata                          | MODDEL-Ma’aykata   |
| Mouvement Démocratique pour le Renouveau-Tarna                                                             | MDR-Tarna          |
| Parti Démocratique du Peuple-Anour                                                                         | PDP-Anour          |
| Mouvement Socialiste Démocratique-Kaoussara                                                                | MSD-Kaoussara      |
| Mouvement Démocratique et Révolutionnaire pour le Pouvoir du Peuple Mouvement Populaire pour la Démocratie | MDRPP MPD          |
| Union Démocratique et Socialiste du Renouveau-Martaba                                                      | UDSR-Martaba       |
| Union Démocratique de Forces Révolutionnaires-Sawaba                                                       | UDFR-Sawaba        |
| Parti du Progrès pour un Niger Uni-Sawyi                                                                   | PPNU-Sawyi         |
| Congrès National pour le Renouveau Démocratique-Tchigaba                                                   | CNRD-Tchigaba      |
| Parti Travailliste Nigérien                                                                                | PTN                |
| Forces Démocratiques Nigériennes                                                                           | FDN                |
| Union Démocratique Nigérienne                                                                              | UDN                |
| Parti Nigérien pour le Renforcement de la Démocratie-Alfidjir                                              | PNRD-Alfidjir      |
| Parti Nigérien pour le Développement-Aweweya                                                               | PND-Aweweya        |
| Convention Nigérienne pour la République-Himma                                                             | CONIR-Himma        |
| Parti pour la Démocratie et le Redressement                                                                | PDR                |
| Parti pour le Renouveau Démocratique-Mahiba                                                                | PRD-Mahiba         |
| Parti pour la Libération du Travail-Albarka                                                                | PLT-Albarka        |
| Parti pour la Justice et le développement-Hakika                                                           | PJD-Hakika         |
| Parti pour la Concertation et de la Paix-Chawara                                                           | PCP-Chawara        |
| Mouvement Patriotique pour la Solidarité et le Progrès-Haské                                               | MPSP-Haské         |
| Parti Républicain pour les Libertés et le Progrès du Niger-Nakowa                                          | PRLPN-Nakowa       |
| Organisation Révolutionnaire pour la Démocratie Nouvelle-Tarmamoua                                         | ORDN-Tarmamoua     |
| Parti Socialiste Imani                                                                                     | P.S. Imani         |
| Indépendants TELE                                                                                          | Indépendants TELE  |
| Union des Masses pour l’Action Démocratique-Aïki                                                           | UMAD-Aïki          |
| Union pour la Démocratie et le Progrès-Aminci                                                              | UDP-Aminci         |
| Union Des Socialistes Nigériens-Talaka le Bâtisseur                                                        | UDSN-Talaka        |
| Union Pour la République-Zebano                                                                            | UPR-Zebano         |
| Convention pour la Démocratie et le Progrès-Marhaba Bikhum                                                 | CDP-Marhaba Bikhum |
| Front Populaire de Libération Nationale-Chamssyya                                                          | FPLN-Chamssyya     |